# Far Cry Primal
 (avril 2021).
- Si vous ne connaissez pas le sujet, laissez ce bandeau (vous pouvez alors contacter les auteurs).
- Si vous supprimez le contenu mis en cause (vous pouvez préalablement contacter les auteurs),

argumentez précisément cette suppression dans la page de discussion
(un manque de référence n'est pas un argument ; une recherche réelle de référence doit avoir été effectuée, être formellement documentée).
Far Cry Primal est un jeu vidéo d'action-aventure à la première personne développé par Ubisoft Montréal se déroulant dans un monde ouvert à l'Âge de la pierre. Il est annoncé par Ubisoft le 6 octobre 2015 et est publié sur PlayStation 4 et Xbox One le 23 février 2016 et sur Windows en mars 2016.
L'histoire est centrée sur un chasseur nommé Takkar et le jeu tourne autour de sa survie dans un monde sauvage et hostile, ainsi que du développement de sa tribu. Les armes sont celles de l'époque, à savoir des lances, des gourdins, des arcs et des flèches faits de bois, d'os et de pierre, que le joueur devra fabriquer.

## Histoire
Le joueur incarne Takkar, un chasseur de la tribu Wenja. Après que son groupe soit attaqué et décimé par un tigre à dents de sabre, Takkar se retrouve seul dans la vallée d'Oros. Il se donne pour mission de réunir les Wenja, une tribu pacifique, et de les protéger contre les dangers du monde sauvage et les autres tribus hostiles.
Au cours de son voyage, Takkar rencontre plusieurs personnages clés qui l'aident à renforcer sa tribu. Parmi eux, Sayla, une guérisseuse Wenja, et Tensay, un chaman qui enseigne à Takkar l'art de dompter les animaux. Grâce à ces alliés, Takkar devient un leader puissant capable de contrôler des bêtes sauvages et de conduire sa tribu vers la prospérité.
Takkar doit faire face à deux tribus ennemies : les Udam, une tribu de cannibales brutaux dirigée par Ull, et les Izila, une tribu plus avancée technologiquement dirigée par Batari. Les Izila vénèrent le feu et réduisent en esclavage les autres peuples d'Oros. Le but ultime de Takkar est de vaincre ces deux tribus pour assurer la survie et la domination des Wenja dans la vallée d'Oros. En conquérant ces ennemis, il libère Oros de leur tyrannie et assure un avenir sûr pour son peuple.

### Univers
Le jeu se situe 10 000 ans avant J.-C., au début du Mésolithique. Le monde du jeu est appelé Oros ; il s'agit d'une vallée d'Europe centrale résultant de la fonte d'un glacier, après la fin de la dernière période glaciaire. Elle est constituée notamment de forêts, de taïga et de marais. Elle est peuplée d'animaux sauvages tels que des mammouths laineux et des tigres à dents de sabre, ainsi que des loups, des ours et des cerfs.

### Scénario
Le joueur contrôle un chasseur de la tribu Wenja nommé Takkar, seul et sans armes après la perte de son groupe. Il est confronté à la nature et à des animaux dangereux, mais également à d'autres humains, dont deux tribus hostiles. Au fur et à mesure de sa progression, il va rassembler d'autres individus et apprivoiser les animaux qui l'entourent et, ainsi, prendre le pouvoir dans la vallée d'Oros et se retrouver à la tête de sa propre tribu pour enfin donner aux Wenja le respect qu'ils méritent.

### Résumé
Tout débute en 2016, puis on remonte le temps pour arriver 10 000 ans avant J.-C. Dans une grotte, un vieux chaman présente le monde et ses habitants et raconte l'épopée qu'un des siens a vécue.
L'histoire débute juste après la dernière ère glaciaire. Différents groupes d'un peuple humain appelé Wenja voyagent vers une vallée, résultant de la fonte d'un glacier, du nom de Oros, qui semble promettre un bel avenir aux Wenja. On suit un groupe, composé de quatre membres, dont Takkar le héros de l'histoire, en train de chasser un jeune mammouth, après des jours sans manger et alors qu'ils sont aux portes de la vallée d'Oros.
Après avoir tué le mammouth, écarté de son troupeau, le groupe n'a pas le temps de profiter de son trophée car un tigre à dents de sabre (appelé Croc-de-sang) attaque le groupe et tue tous ses membres sauf Takkar et Dalso qui se jettent de la falaise la plus proche. Dalso n'y survit pas et Takkar l’enterre. Reprenant son chemin, traqué par le tigre, Takkar trouve une piste Wenja  qui l'amène dans une grotte labyrinthique ; il y rencontre Sayla, une femme de son peuple et la sauve de Croc-de-sang.
Au sortir de la grotte, Takkar découvre Oros et la jeune femme l’emmène dans son abri (une caverne qui sera le lieu du futur village à gérer) où Takkar la soigne d'une blessure du tigre. Sayla lui apprend que les Wenja sont dispersés à travers la vallée et doivent être réunifiés pour avoir de meilleures chances de survie.
L'aventure commence et Takkar rencontre et rallie à lui d'autres personnes de son peuple dont le premier n'est d'autre que le vieux chaman du début, Tensay, qui lui donne le pouvoir d’apprivoiser les animaux (dont le tigre Croc-de-sang, qui devient alors un allié). Toutefois, Takkar se rend vite compte que les Wenja sont menacés par deux autres tribus. La première de celles-ci, les Udam, est un peuple de néanderthaliens au bord de l'extinction qui a dû recourir au cannibalisme pendant l'ère glaciaire et le pratique encore aujourd'hui, croyant (à tort) que cela peut les guérir de la terrible affliction qui est en train de décimer leur peuple.
La seconde tribu est celle des Izila, la plus avancée de tout Oros, qui possède sa propre langue, maîtrise l'agriculture, la fabrication de bombes et vénère le soleil. Ils considèrent les autres tribus comme inférieures et capturent les Wenja et les Udam pour en faire des esclaves, ou les sacrifier à leur déesse du soleil. Takkar va devoir vaincre ces tribus si son peuple veut vivre en paix.

## Personnages

### Wenja: Principale Faction Protagoniste du jeu
- Takkar : Le héros du jeu. C'est un homme adulte ; il avait un frère du nom de Dalso (mais les Wenja se qualifiant tous de frères ou sœurs, on ignore si c'est par les liens du sang). On peut voir, dès le début du jeu, qu'il n'est pas réticent à tuer des humains de sang-froid mais aussi qu'il honore les animaux tués en prononçant « marche libre », ce qui signifie que l’âme de l'animal est en paix. Il sait aussi reconnaître si certains de ses ennemis ont du bon en eux (comme Dah et Roshani, cités plus bas).
- Sayla : Une femme Wenja qui collectionne les oreilles des Udam. Elle est cueilleuse, elle demande à Takkar de tuer Ull qui massacre son peuple. Quoiqu'elle respecte et remercie Takkar pour ce qu'il a fait, elle n'aime pas le fait qu'il protège Dah, un Udam, même en cas de danger.
- Tensay : Un vieux chaman Wenja, deuxième personnage que Takkar rencontre, lequel lui donne le pouvoir d’apprivoiser les bêtes ; il concocte aussi des breuvages qui donnent des visions à Takkar. Contrairement à Sayla, il n'est pas préoccupé uniquement par la menace des Udam et s'inquiète aussi des Izila, dont il désire s'approprier la science pour en faire bénéficier les Wenja.
- Jayma : Une Wenja chasseuse ; elle appelle Takkar « pied de mammouth » à la suite de leur première rencontre où elle l'entend de loin et lui dit qu'il n'est pas discret. Elle donne la possibilité de faire les missions des animaux légendaires, elle a de nombreuses cicatrices témoignant de ses anciennes chasses. À la fin du jeu, elle quitte le village, s'estimant trop âgée pour être utile, bien que Takkar l'ait assurée du contraire.
- Karrosh : Un Wenja guerrier qui aime se battre ; il avait autrefois un fils mais ce dernier fut tué par un Udam nommé Mog. Il aime donner des coups de tête, il réussira à tuer Mog et à se venger. Il considère Takkar comme son frère.
- Wogah : Un vieux Wenja artisan, amputé du bras droit qui fut mangé par des Udam. Il appelle Takkar « le pisseux » car il a uriné sur lui lors de leur première rencontre. Il lui apprend à fabriquer le grappin.
- Urki : Un Wenja vivant en solitaire dans un abri. Il est présenté comme stupide et comique. Il pense pouvoir voler, résister aux lances et aux ours grâce à des inventions, ce qui finit toujours par une catastrophe. Il est gravement blessé à chaque fin de mission mais est soigné pour la suivante. Après la dernière mission, il vient s'installer au village. Il est l’ancêtre de Hurk, le personnage fou de dynamite de Far Cry 3, Far Cry 4 et Far Cry 5.
- Un enfant : On ne connaît ni son nom ni son sexe. Il est toujours présent lors de l'inauguration des tentes des autres personnages. Dans le cas où il s'agit d'ennemis intégrés, il est même le seul Wenja présent.

### Udam: Première Faction Antagoniste à Takkar, contrôlant le Nord d'Oros
- Ull : Le chef des Udam, c'est un colosse recouvert d'os et d'une peau d'ours, une partie de son visage brulé à la suite d'une confrontation avec les Izila. Il n'a aucune pitié et considère les Wenja comme faibles, massacrant tout sur son chemin grâce à une énorme massue pouvant tuer d'un seul coup. Takkar le rencontre plusieurs fois. Il a deux enfants : une jeune fille et un fils encore bébé. Avant de mourir lors de la bataille finale, il reconnaîtra s’être trompé sur les Wenja et dit qu'ils vivront longtemps puis confie ses enfants à Takkar en lui demandant de prendre soin d'eux. Takkar honore son âme en disant « marche libre ».
- Dah : Un Udam, lieutenant de Ull. Il maîtrise l'élément de la "pourriture toxique". Il est courageux et digne et accepte même la mort. Il va jusqu'à demander que Takkar l’achève mais ce dernier préfère l’épargner. Voyant qu'il y a du bon en lui, Takkar le protège des autres Wenja. Reconnaissant, Dah accepte que Takkar l'aide car il est atteint d'une tumeur qui touche la majorité des Udam. Finalement, Dah demande à Takkar de le tuer pour qu'il ne souffre plus, ce que Takkar fait en honorant son âme après cela.
- La fille de Ull : Elle apparaît souvent aux côtés de son père, ne disant jamais rien. Après la mort de son père, elle et son frère, encore bébé, intègrent la tribu Wenja. C'est d'ailleurs après avoir croisé son regard que son père a renoncé à emporter son fils avec lui dans la mort. Elle acquiert le pouvoir d’apprivoiser les bêtes ; on la voit, dans une scène post-générique, domptant un ours des cavernes.

### Izila: Deuxième Faction Antagoniste à Takkar, contrôlant le Sud d'Oros
- Batari : La chef des Izila, dite « la fille du soleil », elle connait la langue des Wenja. Elle est impitoyable, arrogante et brûle les membres des autres tribus en sacrifice à la déesse du soleil. Elle porte une sorte de couronne d'osier et est presque entièrement recouverte de peinture bleue (comme le reste des Izila). Elle fait des Wenja et des Udam des esclaves dévolus à la construction d'un temple sacrificiel où fût brulé vif son propre fils, Krati, pour s'être rebellé contre elle. Lorsque Takkar la rencontre, elle lui propose de travailler pour elle en tant qu'esclave, mais se heurte à un refus sec. Après que Takkar ait dérobé le masque de Krati sur la dépouille de ce dernier, la guerre est officiellement déclarée entre les Wenja et les Izila. Lors de l'affrontement final entre elle et Takkar, une éclipse se déroule au même moment (les Izila ont peur de la lune) et elle lui dit que c'est à cause de lui. Takkar la tue en lui faisant subir ce qu'elle a fait subir aux Wenja, la mort par le feu.
- Roshani : Un Izila, lieutenant de Batari, il est expert en bombes, il parle la langue des Wenja. Takkar le fait prisonnier pour qu'il apprenne aux Wenja à faire des bombes et à pratiquer l'agriculture. Roshani finit par intégrer la tribu et reste de son plein gré. Contrairement à Dah de la tribu des Udam, il se montre plutôt lâche.

## Tribus
Il existe deux tribus antagonistes du héros et de son peuple. Chaque tribu a des guerriers qui peuvent manier l'arc, le gourdin, la lance et ont des protections à la tête empêchant tout tir à la tête. Tandis que les archers et autres sont plutôt faciles à éliminer, des guerriers très protégés qui manient la masse sont un peu plus difficiles à battre. Lors des prises de camps, il n'est pas nécessaire de tuer les femmes.
- La tribu des Udam : Les Udam  (inspirés de l'Homme de Néandertal) sont une tribu du Nord ayant dû pratiquer le cannibalisme durant l'ère glaciaire. Ils sont menacés d'extinction à cause d'une maladie mystérieuse. Ils vénèrent une statue de femme inspirée de la Vénus de Willendorf. Ils portent des tenues faites de peau et d'os. Leurs campements sont situés dans le Nord.
- La tribu des Izila : Les Izila forment une tribu prospère et avancée parlant une langue distincte. La tribu pratique l'agriculture, vénère le soleil et craint la lune, encore plus quand il y a une éclipse. Ses membres portent des tenues faites d'osier et sont partiellement recouverts de peinture bleue. Contrairement aux Udam, les femmes participent aux combats ; celles qui combattent et celles qui ne combattent pas sont reconnaissables car celles qui ne combattent pas ne sont pas recouvertes de peinture. Si on en croit leur histoire, leur ancien chef, du nom de Krati, fut tué par Batari et les Izila le craignent tellement qu'ils ont peur de son masque. Leurs campements sont situés dans le sud.

## Langues
Les dialectes dans Far Cry Primal, comme le Wenja, sont des langues construites créées spécialement pour l'univers de ce jeu vidéo. Le processus de création de cette langue est l'un des plus complexes et aboutis dans l'histoire du secteur vidéo-ludique. Sa conception a nécessité la mobilisation de pas moins de cinq linguistes dont Andrew et Brenna Byrd, spécialistes en langues proto-indo-européennes (PIE).
Lors d’une interview, Andrew et Brenna Byrd confient que le Wenja puise à sa source dans les langues proto-indo-européens, ce qui ferait de lui ainsi que des autres langues construites de l'univers de Far Cry Primal des langues « proto-proto-indo-européennes », puisque le jeu se déroule 6 000 ans avant la période durant laquelle le PIE était parlé. Sur la base des connaissances que les scientifiques et linguistes ont du proto-indo-européen et par un travail d’adaptation du vocabulaire moderne pour combler les trous du lexique proto-indo-européen, près de 40 000 mots ont pu être traduits en Wenja,.

## La faune et les animaux rares
Dans cet opus, la nature est davantage mise en avant que dans les autres jeux de la saga. En effet, si la collecte de ressources, comme les plantes pour les soins et antidotes, est nécessaire à la survie, le joueur se retrouve également confronté à la faune préhistorique, des herbivores aux carnivores plus ou moins dangereux. Les animaux réagissent selon l'heure et le temps ; ainsi, la nuit, les prédateurs sont plus agressifs et plus puissants. Le joueur peut toutefois enflammer une torche et simplement la pointer vers l'animal pour l'effrayer, les animaux, même les plus gros, ayant peur du feu. Les herbivores peuvent attaquer le joueur s'ils sont eux-mêmes attaqués ou s'il s'en approche de trop près. Les modèles physiques et de comportement de la plupart des animaux sont basés et repris de ceux des anciens jeux Far Cry 3 et Far Cry 4 ; les animaux de ces jeux reviennent donc métaphoriquement à travers les nouveaux, de même pour les animations. Le jeu ne dispose pas de guide et les animaux n'ont donc pas de fiches descriptives. Les animaux apparaissent en jaune lorsque le joueur utilise la vision du chasseur de Takkar.
Les animaux rares ne sont plus en un seul exemplaire contrairement aux troisièmes (incluant le standalone Far Cry 3 : Blood Dragon) et quatrième opus et peuvent apparaître partout sur la carte en mode libre, n'ayant pas besoin d'être dans une mission spécifique pour apparaître. Si les missions des animaux rares sont absentes, leurs peaux restent néanmoins souvent des éléments essentiels dans l'amélioration avancée de l'équipement du personnage et des éléments du village comme les huttes. En plus d'apparaître en jaune dans la vision du chasseur comme les autres animaux du jeu, ils laissent des traînées odorantes de couleur jaune également.
Parmi le bestiaire du jeu se trouvent des animaux dits "Légendaires". Ce sont des spécimens uniques d'animaux normaux plus forts et résistants que ces derniers. Ces animaux-là ne peuvent être trouvés et apprivoisés que lors de missions spéciales spécifiques, nommées « Maître des bêtes », où ils font office de boss facultatifs dans le jeu. Comme les animaux rares, ils laissent des traînées odorantes en plus d'apparaître en jaune derrière eux.

### Liste des animaux

#### Les carnivores
Les carnivores sont agressifs et attaquent à vue, mais peuvent être domptés par le joueur. Presque tous les carnivores sont apprivoisables sauf les crocodiles, les poissons-crocs, les vipères et les aigles. S'ils meurent, ils peuvent être ressuscités grâce aux feuilles rouges (à condition de ne pas être en mode Survie).

##### Légende des statuts
Dans le jeu, il y a quatre types de carnivores :
- Canidés : les premiers carnivores apprivoisables. Ils sont surtout utiles pour chasser d'autres animaux.
- Félins : les félins sont des prédateurs discrets, idéaux pour tuer sans se faire remarquer lors de l'attaque des villages.
- Prédateurs puissants : comme désignés, ce sont les plus forts. Ils peuvent faire fuir les animaux dangereux et apportent un soutien bienvenu contre les adversaires puissants. Le joueur peut les monter.
- Prédateurs rusés : ce sont les plus difficiles à apprivoiser. Ils ont des capacités spéciales.

##### Liste des carnivores
- Le Dhole : Un petit carnivore qui, en meute, peut donner malgré tout du fil à retordre au joueur. Quoiqu'il soit officiellement dénommé Dhole, son apparence est celle d'un lycaon. (canidé)
- Le Dhole noir (rare) : Il a la même apparence que le précédent mais est de couleur noire (mélanique). Il résiste au feu. (canidé)
- Le Loup : Canidé plus grand que le Dhole, il est gris avec le dessus des épaules brun et recouvert d'une épaisse fourrure à cet endroit. C'est un prédateur de taille moyenne qui chasse en meute. Il était déjà présent dans Far Cry 4 mais son modèle a subi quelques modifications afin de le rendre plus grand et primitif. (canidé)
- Le Loup blanc (rare) : C'est le premier animal que l'on apprivoise dans le jeu, de couleur blanc-grisâtre. Le loup blanc est un chef de meute et le tuer fait fuir les autres. (canidé)
- Le Loup tigré (rare) :  Un loup qui est plus tacheté que tigré et qui vit en solitaire contrairement aux autres loups. Il est difficile à trouver. (canidé)
- Le Jaguar : Petit prédateur furtif, il peut attaquer rapidement le joueur mais n'est pas très fort et résistant et qui peut être facilement tué. Le modèle de l'animal est celui de la Panthère nébuleuse de Far Cry 4, lui-même repris de celui du Léopard du troisième opus mais avec un centre de gravité abaissé afin de la rendre plus trapue. Les jaguars héritent donc de cette caractéristique dans le jeu (félin)
- Le Jaguar noir (rare) :  Il est de couleur noire (mélanique), bien que ses tâches soient encore très visibles, et est plus fort que le jaguar ordinaire au corps à corps. (félin)
- Le Léopard : Félin ressemblant de manière frappante à la Panthère des neiges de Far Cry 4, et vivant principalement dans les milieux enneigés. Son modèle de base, repris des léopards de Far Cry 3, n'a pas changé contrairement aux deux précédents félins que sont les jaguars du jeu. (félin)
- Le Lion des cavernes : Un des plus grands félins du jeu. Son apparence est similaire à celle du tigre des deux précédents opus dont le modèle de base est repris pour le jeu et montre donc quelques rayures. Ce n'est cependant pas une espèce de tigre pour rappel, mais, comme son nom l'indique, d'une vraie espèce ou sous espèce de lion proche du lion africain actuel. Ils ont tous une cicatrice sur le museau. (félin)
- Le Lion des cavernes noir (rare) :  Noir (mélanique), il ne possède pas de rayures contrairement à sa version normale. (félin)
- Le Blaireau européen : Petit prédateur mais très résistant et tenace, comme le ratel dans Far Cry 4 dont le modèle de base est repris. Il peut se régénérer et est immunisé contre la « pourriture toxique » et fait fuir la quasi-totalité des créatures carnivores et herbivores du jeu même les plus grands. (prédateur rusé)
- L'Ours brun : Un omnivore très fort et d'une résistance moyenne; une fois apprivoisé et avec la compétence requise, il peut être monté. (prédateur puissant)
- L'Ours des cavernes : Plus grand que l'ours brun. Il ne peut pas être monté mais il est très résistant envers toutes les armes du jeu. C'est le plus grand carnivore du jeu. (prédateur rusé)
- Le Tigre à dents de sabre : Un félin féroce, rapide et à l'allure musclée et élancé. Ses canines lui permettent même de s'attaquer aux animaux comme le mammouth, il peut être monté. (prédateur puissant)
- Le Crocodile : Un reptile aux vives couleurs, le ventre rouge, avec l'avant du corps jaune ainsi que des rayures jaunes sur son dos foncé. Il vit embusqué dans l'eau près des berges. Un QTE se produit si le crocodile attrape le joueur qui s'en approche de trop près comme dans les précédents opus.
- Le Poisson-croc : Poisson identique au Poisson-démon de Far Cry 4 et qui se comporte de la même manière : il nage autour du joueur avant de l'attaquer brièvement, de se retirer, et de recommencer. Il peut également donner des coups de queue. Comme le crocodile, un QTE peut se produire avec l'animal et qui résulte soit de la mort de ce dernier ou du joueur si l'action n'est pas accomplie à temps.
- Le Poisson-croc rouge : Variante du Poisson-croc standards, un peu plus grand avec les nageoires de couleurs rouge et avec des rayures foncées qui longent son corps sur les côtés.
- La Vipère : Un serpent de couleur rouge tacheté de points noirs qui reste tapi au sol sans bouger ; si le joueur s'en approche, elle le mord, lui injectant du poison avant de s'en aller.
- L'Aigle : Un oiseau de proie qui peut emporter les chèvres, les sangliers et les singes dans les airs avant de les relâcher morts un peu plus loin. Il peut aussi attaquer le joueur par surprise.
- La Chouette : Un oiseau de proie nocturne, elle ressemble à un hibou grand duc physiquement, mais Takkar l'appelle en imitant le cri de la chouette hulotte. C'est le premier animal, avant le loup, que le joueur possède après avoir commencé la première mission du chaman. Elle est très utile car pouvant servir d'abord à repérer les ennemis, puis plus tard à leur lancer divers projectiles.

#### Les herbivores et autres petits animaux
Les herbivores du jeu sont variés et, quoique inoffensifs naturellement, certains n'hésitent pas à attaquer le joueur s'ils sont attaqués par celui-ci ou s'il s'approche d'eux de trop près.
- Le Mammouth : C'est le plus grand animal du jeu. On rencontre des jeunes et des adultes, seuls les jeunes peuvent être montés grâce à la compétence requise. Les jeunes n'ont pas de défenses longues voir pas de défense du tout, contrairement aux adultes. Son modèle est basé sur l’éléphant d’Asie de Far Cry 4; dont d'ailleurs il était très proche dans la réalité.
- Le Rhinocéros laineux : Un animal qui peut charger le joueur si celui-ci l'approche de trop près ou s'il attaque l'animal. Leurs cornes sont brisées ou non selon les individus. Son modèle de base est repris de celui du Rhinocéros asiatique de Far Cry 4.
- Le Rhinocéros à deux cornes (rare) : Il est similaire au précédent, mais ses poils du dessus des épaules sont roux et clair sur le reste du corp. Il possède une seule corne qui se divise en deux branches en Y. Il est un peu moins commun que le rhinocéros normal et il se peut qu'il soit en réalité une espèce à part, le Brontotherium.
- Le Mégalocéros : Un cervidé géant appelé « Grand élan » dans le jeu alors qu'il s'apparente plus aux autres cerfs. C'est un gigantesque herbivore qui, attaqué, peut charger les joueurs avec ses immenses bois.
- Le Mégalocéros roux (rare) : Appelé « Grand élan roux » dans le jeu, son arrière-train est roux avec des rayures sur le dos, ses bois sont rouges.
- La Chèvre sauvage : L'un des gibiers les plus fréquents. Elle peut être tuée d'une seule flèche et donne beaucoup de graisse. Ses cornes peuvent varient en tailles et forme selon les individus et certaines, rares, en ont même quatre.
- Le Cerf : Animal qui, comme la chèvre, est l'un des gibiers les plus courants. Selon les individus, mâles ou femelles, il est brun foncé sans tâches ou marron clair avec des taches blanches sur le dos et ses bois varis aussi en taille et en forme selon les individus.
- Le Cerf blanc (rare) : C'est un cerf blanc (leucistique et non albinos) avec quelques taches brunes. On peut le trouver facilement au milieu d'un troupeau.
- Le Sanglier : Un animal solitaire d'apparence assez trapue et qui attaque le joueur s'il est dérangé. Comme dans Far Cry 3, ses défenses peuvent varier en taille sont généralement assez longues.
- Le Tapir : Un herbivore avec une trompe semblable à un cochon de loin, de couleur brune tacheté et rayé de blanc. Craintif en présence du joueur et n'apparait uniquement que la nuit.
- Le Yack : Une vache aux poils longs et de couleur brune. On le trouve partout, surtout au nord.
- Le Yack blanc (rare) : C'est un Yak de couleur blanche (albinos). sa couleur le rend visible de très loin sauf dans les paysages enneigés.
- La Tortue : Reptile inoffensif qui vit près des points d'eau. On la rencontre souvent par deux. Ressemble à la Cistude en un peu plus grand avec une carapace jaune avec des tâches foncées.
- La Caille : Un oiseau qui ne peut pas voler et qui est souvent en duo. Ressemble à la Caille des blés.
- Le Corbeau : Oiseau nécrophage qui mange les carcasses laissées et abandonnées par le joueur.
- Le Singe : Petit primate, plus précisément une espèce de macaque, qui vit uniquement au sud. Il est petit et fuit le joueur. Il ressemble au Langur gris.
- La Poule et le Coq : Oiseaux de basse-cour qui sont des animaux domestiques ; ils vivent dans le sud, près des campements Izila. Vivent en pair.

#### Erreurs et précisions sur la faune représentée
Malgré un travail sérieux afin de rendre compte d'une nature réaliste, le jeu possède néanmoins quelques incohérences, parfois volontaires pour des questions de choix artistiques :
- L'apparence du tigre à dents de sabre est basée sur celle du populaire Smilodon, un félin exclusivement américain. Le tigre à dents de sabre européen de l'époque du jeu était l'Homotherium. Les deux se ressemblant énormément, il n'y a pas vraiment d'incohérence, mais le seul problème sur cet aspect du jeu vient du fait que l'Homotherieum n'avait pas des canines aussi longues que son homologue américain.
- Le léopard du jeu a l'apparence d'une Panthère des neiges. Au moment de la dernière glaciation, l'Europe était parcourue par le Léopard européen (Panthera pardus spelaea), qui, s'il était une sous-espèce du vrai léopard, avait vraiment plutôt la morphologie de la panthère des neiges. Cependant, son apparence est actuellement toujours débattue entre les partisans d'une ressemblance physique avec la panthère des neiges et ceux qui soutiennent qu'il avait la même allure que la panthère de Perse, la seule panthère européenne (avec la panthère de l'Amour si l'on inclut la Sibérie).
- Le jaguar du jeu est inspiré du Jaguar européen, qui, lui, est tantôt considéré comme une espèce différente du jaguar actuel, tantôt comme une sous-espèce disparue. Le jaguar européen était néanmoins plus massif. Ayant disparu au début de la dernière glaciation, voire lors du refroidissement qui l'a précédée, il n'a jamais pu voir l'époque décrite dans le jeu.
- Les Loups du jeu sont présentés comme ressemblant, ou au moins inspiré grandement, des loups géants, dits "Loups terribles" ou encore "Loups  sinistres" (Aenocyon/Canis dirus). Or, cette espèce ne vivait qu'aux Amériques. Les loups européens de la fin de la glaciation étaient les mêmes qu'à l'heure actuelle (les loup gris, soit Canis lupus, qui sont les ancêtres ainsi que la forme sauvage ancestrale du chien domestique actuel).
- Les dholes avaient une plus grande ère de répartition que celle actuelle et habitaient une grande partie de l'Europe au moment de l'ère glaciaire. Néanmoins, le jeu leur a donné l'apparence de lycaons, un animal cousin mais inféodé à l'Afrique. Les Dholes du jeu appartiennent à une sous-espèce éteinte du Dhole actuel, le Dhole européen (Cuon alpinus europaeus).
- Le blaireau européen est effectivement un animal d'une très grande force et n'ayant pas pour habitude de fuir face à un adversaire. Il n'est néanmoins pas agressif, contrairement à l'image donnée par le jeu, où son comportement est plus celui du ratel, son proche parent africain, dont le modèle du précédent jeu, Far Cry 4, est justement celui repris pour le blaireau.
- La chèvre sauvage (Capra aegargus) à proprement parler n'est présente, en Europe, qu'en Crète et, selon les considérations géographiques admises, en Transcaucasie, en Anatolie et sur le Haut-plateau arménien. Le caprin sauvage d'Europe occidentale est le bouquetin des Alpes. De plus, la forme de l'animal dans le jeu la montre physiquement proche des chèvres domestique actuelle alors que la forme sauvage de laquelle elles descendent (et qui existe toujours d'ailleurs) ressemblait à un bouquetin normal, puisque Capra aegargus est justement une espèce de bouquetin.
- Le yack n'a jamais fait partie de la faune européenne, puisque originaire du Plateau Tibétain et de l'Himalaya. Les deux gros bovins sauvages européens sont le Bison d'Europe et l'Aurochs, le premier existant toujours et le second étant l'ancêtre des vaches domestiques actuelles mais dont la forme ancestrale sauvage a disparu durant l'Holocène.
- Le cerf présenté dans le jeu est en réalité un mixte composé de deux espèces différentes, le cerf élaphe et le daim.
- Le rhinocéros laineux véritable était Coelodonta antiquitatis. Dans le jeu, deux animaux différents sont désignés sous l'appellation de "rhinocéros laineux" : le vrai, ainsi qu'un animal visiblement tiré du Brontotherium/megacerops, un animal bien connu du public pour sa corne se finissant en Y. Ce dernier, bien qu'apparenté aux rhinocéros en apparence, n'en était pas un (c'était un parent des chevaux modernes). Il vivait en Amérique du Nord à la fin de l'Eocène, soit 33,79 millions d'années avant la dernière glaciation et n'avait très probablement pas de fourrure. Sa corne aussi n'était pas ce que la représentation du jeu laisse penser, puisqu'en réalité, c'était deux cornes séparées dont les bases se touchaient presque. De manière plus crédible, l'animal rare du jeu serait plus un rhinocéros laineux avec une corne malformée d'une manière ou d'une autre, ou bien d'une espèce distinct ressemblant à l'image populaire du Bronthotherium.
- Le tapir a bel et bien fait partie de la faune européenne du Pléistocène. Le représentant du genre sur le Vieux Continent était Tapirus arvernensis. Il a néanmoins disparu lors du refroidissement précédant la dernière glaciation et n'a donc jamais pu voir l'époque décrite dans le jeu. Le fait qu'il possède des tâches et rayures à l'âge adulte est un élément qu'on ne peut pas par contre démystifier, mais toutes les espèces de tapirs actuelles n'en ont cependant que lorsqu'ils sont juvéniles.
- La poule et le coq n'étaient pas encore arrivés en Europe à la fin de la dernière glaciation. On notera cependant que le coq ressemble à l'identique au Coq Bankiva, appelé aussi Coq doré, qui n'est autre que la forme sauvage ancestrale de toutes les races de poules et coq actuelles et qui existe toujours.
- Dans le jeu, le singe a l'apparence flagrante du Langur gris, aussi appelé Entelle ou Semnopithèque, alors qu'il s'agit d'une espèce et famille de singe de la famille des Colobinae originaire d'Asie. Contrairement aux Poules et Coq Bankiva eux aussi originaire de cette partie de l'Eurasie, les hommes n'ont pas importé de primates en Europe. Le seul primate natif d'Europe en dehors de l'homme actuellement est le Macaque de Barbarie, une espèce africaine endémique du nord de l'Afrique comme au Maroc et l'Algérie dont la seule population actuelle se trouve à Gibraltar. Cependant, l'origine de cette population, bien qu'on pense qu'elle soit d'origine naturelle à la base, n'est pas encore clairement établi bien qu'on pense que l'espèce ait pu par le passé occuper une partie de l'Europe méridionale selon les dernières données en date. Cette aire de répartition reste cependant loin du cadre de l'Europe centrale là où l'action du jeu est censée se dérouler.
- Les crocodiles ont probablement nagé dans les eaux du sud de l'Europe dans les temps protohistoriques, après être revenus à la faveur du redoux faisant suite à la dernière glaciation. Il est très probable qu'il s'agissait de Crocodiles du désert, qui n'ont pas par contre l'apparence colorée du jeu.
- Le poisson-croc est une espèce imaginaire basée sur l'apparence du Poisson-tigre goliath, une espèce strictement africaine. À noter que le Poisson démon de Far Cry 4, d'où son modèle est repris, est aussi déjà à la base une créature inventée pour les besoins du jeu s'inspirant du Poisson-tigre goliath aussi et n'existant pas en Asie.
- L'Aigle du jeu à l'apparence du fameux Pygargue à tête blanche, une espèce pourtant originaire de l'Amérique du nord.
- La chouette du jeu semble être en réalité un Hibou, puisqu'elle possède deux plumes en guise d'oreille sur la tête, caractéristique distinctive entre ces deux animaux qu'on confond souvent, et fait une taille assez exagérée par rapport à un être humain du jeu. Il est possible qu'il s'agisse d'un Hibou grand-duc (Bubo bubo) qui est le plus grand des rapaces nocturnes d'Europe à l'heure actuelle.

### Les animaux légendaires
Les missions « Maître des bêtes » consistent à débusquer, vaincre, puis apprivoiser un animal particulier, plus fort que les animaux normaux, et qui fait office de « boss » à cette occasion. Dans ces missions, une cinématique ouvre la mission et le joueur doit suivre une piste et des indices (qui donnent de l'expérience) qui conduisent jusqu'à l'animal. Le joueur peut se faire aider par un compagnon, et peut utiliser des pièges qui peuvent blesser ou immobiliser l'animal. Une fois que la bête a perdu une certaine quantité de vie, elle s'enfuit et le joueur (aidé de son compagnon s'il peut le chevaucher ou grâce à des remèdes) doit la suivre (changement de décor pour le combat) et la combattre quand elle s’arrête, jusqu'à ce qu'elle tombe. Le joueur n'a plus qu'à apprivoiser la bête avant qu'elle ne se régénère et la mission est réussie ; une cinématique illustre parfois l'apprivoisement. Une fois apprivoisé, si l'animal meurt, il faut utiliser des feuilles rouges pour le ressusciter.
- Le Tigre croc-de-sang : C'est l'animal qui, au début du jeu, a tué les compagnons de Takkar. Il a des rayures noires sur le dos, des cicatrices un peu partout et est recouvert de sang ; son oreille droite se fait, quant à elle, trouer par Takkar au début du jeu. Étant donné que c'est l'animal légendaire principal du jeu, il est recommandé d'apprivoiser cet animal avant les autres.
- L'Ours balafré : Un ours des cavernes noir avec des stigmates et des cicatrices partout, avec quelques flèches incrustées dans la peau. On le combat dans un territoire Izila où des peintures rupestres le montrent en train d'attaquer ces derniers avant de l'affronter à l'intérieur de sa propre caverne.
- Les Loups rouge-neige : Des loups blancs avec le cou et la gorge couverts de sang. Il y en a trois, qui dirigent les loups d'une région. Après avoir tué les deux premiers (les dépecer rapporte de la peau de loup blanc normale), on combat le chef du trio qui est apprivoisé à la fin.
- Le Mammouth défense-rouge : Un immense mammouth qui possède quatre défenses, atteint d'une maladie le rendant fou. Le joueur est obligé de le tuer pour abréger ses souffrances. C'est le seul animal légendaire à ne pas être apprivoisable.

## Système de jeu
Far Cry Primal est un jeu vidéo d'action-aventure. Le jeu se déroule durant les temps préhistoriques, l'échange traditionnel de coups de feu et les véhicules représentés dans les opus précédents de la série sont absents ; les joueurs peuvent seulement obtenir l'accès aux armes de mêlée comme des lances, des frondes et à des armes à courte portée telles que des arcs. Les joueurs ne peuvent pas acheter d'armes et doivent les fabriquer en utilisant les matériaux trouvés dans le monde, comme le bois et la pierre. Lorsque les joueurs progressent, ils peuvent fabriquer des armes plus mortelles avec une plus grande variété de ressources. Les joueurs sont aussi chargés de chasser pour la nourriture et apprennent à créer le feu, en plus de pouvoir apprendre divers soins permettant notamment d’aguerrir ses sens. En plus de l'affrontement avec les prédateurs naturels, les joueurs ont aussi l'occasion d'être le chef d'une tribu et de chasser d'autres tribus. Dans cette fonction, les joueurs sont chargés de gérer et protéger les membres de leur tribu. Le jeu dispose aussi d'un cycle nycthéméral, qui affecte le jeu. La nuit, certains ennemis deviennent plus agressifs et dangereux. Les joueurs peuvent se servir du feu comme d'un outil pour la protection personnelle lors des chasses nocturnes.

## Développement
Le développement du jeu est dirigé par Ubisoft Montréal, avec l'assistance de Ubisoft Toronto, Ubisoft Kiev et Ubisoft Shanghai. Le directeur créatif du jeu est Jean-Christophe Guyot, qui a participé à plusieurs jeux, tels que Prince of Persia.
Le 5 janvier 2015, Ubisoft sort un questionnaire où il est demandé aux joueurs de choisir trois univers qui correspondraient au prochain Far Cry.
Le 6 octobre 2015, Ubisoft diffuse une vidéo pour révéler son nouveau projet. Toutefois, la vidéo est divulguée par le site web IGN Turquie plusieurs heures avant l'annonce officielle.

## Doublage
- Takkar : Elias Toufexis[8] (VO).

## Accueil
En France, Far Cry Primal a obtenu en 2016 le prix Historia du jeu vidéo.

### Vidéos
[vidéo] « Bande annonce de Far Cry Primal », sur YouTube.